# 장애인 태권도
장애인 태권도는 장애인을 위해 변형된 태권도이다. 세계 태권도 연맹이 총괄한다. 장애인 태권도는 겨루기와 품새의 두 종목으로 개발되어 장애인 스포츠의 일종으로 도입되었다. 2017년 1월 31일 국제 패럴림픽 위원회(IPC) 총회에서 2020 도쿄 패럴림픽의 공식 종목으로 확정되었으며, 같은 해 세계 태권도 연맹은 IPC의 정식 회원이 되었다.

## 역사

### 기원
세계 태권도 연맹은 2006년 장애인 태권도 위원회를 설립하여 장애인을 위한 태권도 발전을 도모하였다. 처음에는 팔 절단 및 사지 결손 운동선수를 위한 겨루기 종목 개발에 주력했다. 첫 번째 장애인 태권도 대회는 2009년 아제르바이잔 바쿠에서 열렸다. 2013년에 2016년 하계 패럴림픽 종목으로 등록되고자 하였으나 실패한 후, 장애인 태권도의 발전을 논의하기 위한 팀이 세계 태권도 연맹 주관 장애인 태권도 대회 기간 동안에 구성되었다. 이 팀은 국제뇌성마비스포츠 및 레크리에이션협회(CPISRA) 및 국제정신지체인경기연맹(INAS)의 대표를 초청하여 자문을 구했다. 최종적으로 장애인 태권도는 참여 범위 등을 확장시켜 모든 유형의 장애를 가진 선수들이 참가할 수 있는 국제대회를 마련하였다. 또한, 신경학적, 지적, 시각적 장애를 가진 선수들이 참가할 수 있는 품새 종목도 도입되었다. 장애인 태권도 품새 경기는 2015년 INAS 지적장애인월드컵과 CPISRA 국제경기에서 시범 종목으로 처음 추가되었다.

### 패럴림픽 종목 등재
세계 태권도 연맹은 2013년 10월 IPC로부터 정식 인정받은 국제 연맹이 되었으며, 2020 도쿄 패럴림픽 종목에 장애인 태권도를 포함시키기 위해 2014년 1월 IPC에 의향서를 제출했다. 2014년 7월에 두 번째 단계 신청이 완료되었으며, 2014년 10월 독일 베를린에서 열린 IPC 이사회 회의에서는 장애인 태권도를 2020 도쿄 패럴림픽 종목으로 포함시키기 위한 입찰을 발표했다. 그러나 당시 패럴림픽 종목으로 확정된 스포츠에는 장애인 태권도가 포함되지 않았다. 2015년 1월, 아부다비에서 열린 IPC 이사회 회의에서 2020 도쿄 패럴림픽 프로그램의 최종 결정이 내려졌다.

## 관리
세계 태권도 연맹은 장애인 태권도의 관리 기관이며, 이 스포츠의 규칙과 규정을 설정한다. 2013년에 IPC로부터 공식적으로 인정받았으며, 2015년에 세계 태권도 연맹은 IPC의 정식 회원이 되었다.

## 경기 분야
장애인 태권도는 겨루기와 품새(라는 두 가지 경기 형태로 나뉘며, 다양한 장애를 가진 운동선수들이 참가할 수 있다.  겨루기의 규칙은 올림픽 겨루기와 다르게 머리 공격이 금지되며, 주먹 공격이 점수로 인정되지 않는다.

## 겨루기

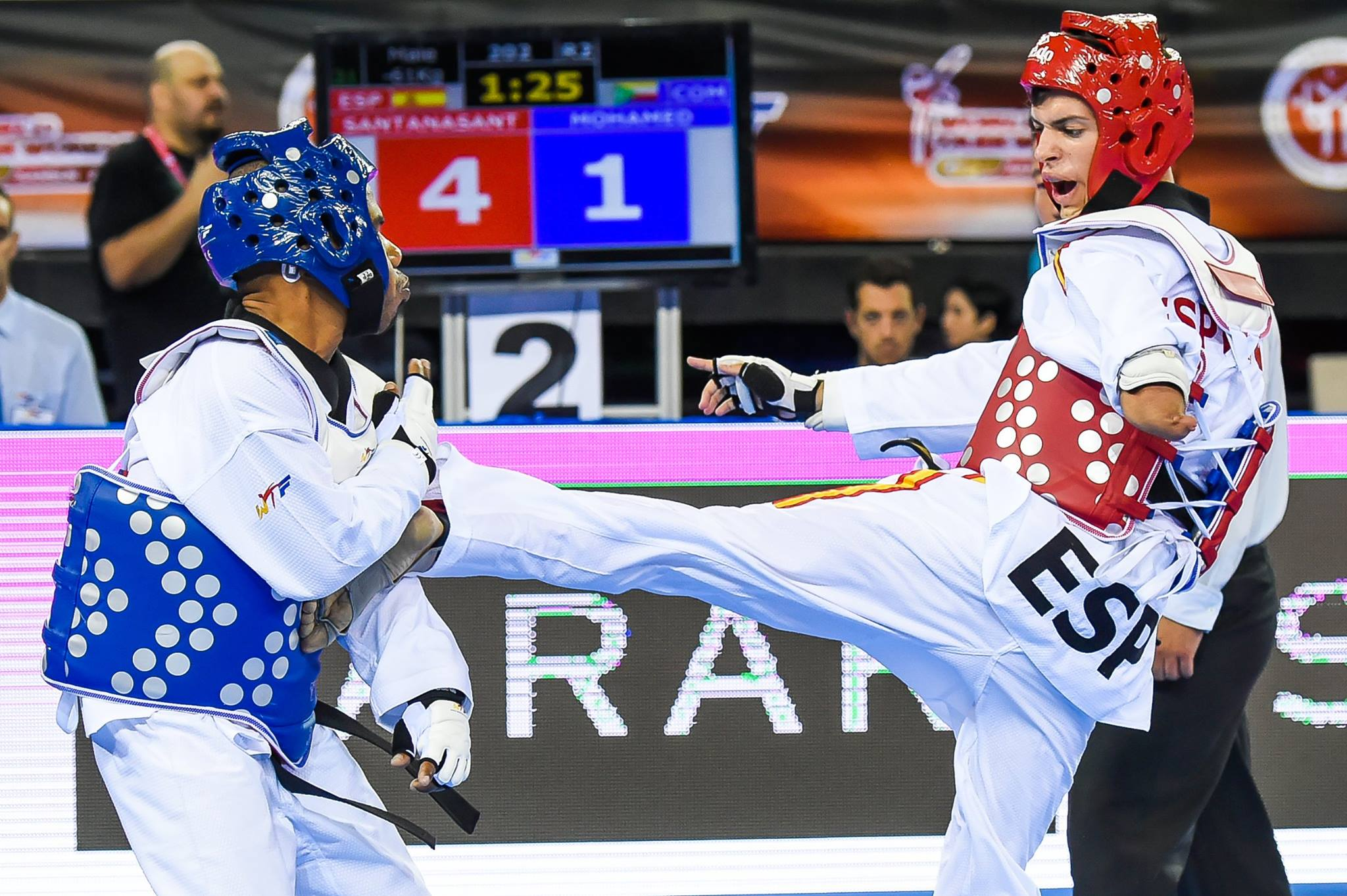
장애인 태권도 겨루기

### 시스템
장애인 태권도 겨루기 경기는 싱글 엘리미네이션 토너먼트 방식, 리그전 방식, 또는 패자 부활전이 있는 싱글 엘리미네이션 토너먼트 방식으로 진행된다.

### 경기 시간
장애인 태권도 겨루기 경기는 2분씩 3라운드로 구성되며, 각 라운드 사이에 1분의 휴식 시간이 주어진다. 만약 세 번째 라운드 후에 점수가 동점일 경우, 1분의 휴식 후 네 번째 라운드인 골든 포인트 라운드가 진행된다. 경기 시간은 기술 위원의 재량에 따라 조정될 수 있으며, 스포츠 클래스에 따라 시간이 변경될 수 있다.

### 유효 득점
발로 몸통 보호대에 유효한 공격을 할 경우 2점이 주어지며, 몸통 보호대를 향한 회전 발차기에는 3점, 회전 스핀 기술로 몸통 보호대에 명중하면 4점이 부여된다. 또한, 상대에게 주어진 감점마다 1점이 부여된다.

### 체급 구분
장애인 태권도 겨루기의 체급은 체중과 성별에 따라 다음과 같이 나뉜다.
| 남성    | 남성                  | 여성    | 여성                  |
| ------- | --------------------- | ------- | --------------------- |
| - 61 kg | 61 kg 이하            | - 49 kg | 49 kg 이하            |
| - 75 kg | 61 kg 초과 75 kg 이하 | - 58 kg | 49 kg 초과 58 kg 이하 |
| + 75 kg | 75 kg 초과            | +58 kg  | 58 kg 초과            |

## 품새

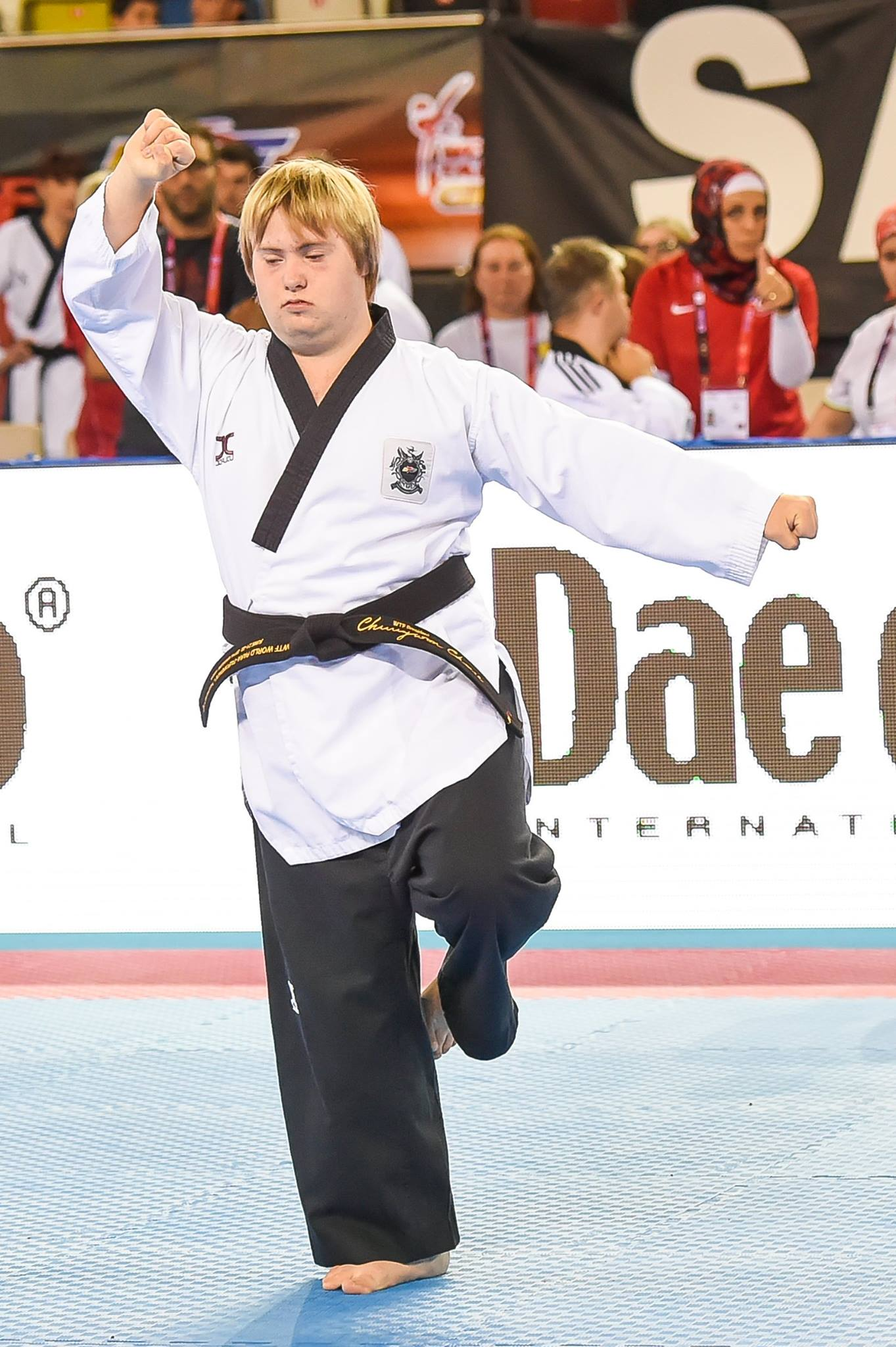
장애인 태권도 품새

### 시스템
장애인 태권도 품새 경기는 싱글 또는 더블 엘리미네이션 토너먼트 시스템으로 진행된다..

### 경기 시간
장애인 태권도 품새 경기는 20초에서 120초 사이에 이루어지며, 참가자는 이 시간 동안 동작의 정확성을 유지하며 각 품새를 수행해야 한다. 참가자들은 교대로 품새를 수행하며, 한 참가자가 품새를 먼저 마쳤을 경우, 상대방은 최소 1분의 휴식 시간을 보장받는다.

### 유효 득점
장애인 태권도 품새 경기의 총 점수는 10.0점이다. P20 스포츠 클래스에서는 수행되는 품새의 난이도에 따라 추가 점수가 부여된다. 점수는 기술 점수와 표현 점수의 두 가지 범주로 나뉘며, 각 범주에서 부여될 수 있는 최대 점수는 다음과 같다: 기술 점수는 4.0점, 표현 점수는 6.0점이다.

### 체급 구분
장애인 태권도 품새 경기는 연령과 성별에 따라 다음과 같이 구분된다.
| 남성      | 남성      | 여성      | 여성     |
| --------- | --------- | --------- | -------- |
| 주니어    | 12–15세   | 주니어    | 12–15 세 |
| 30세 미만 | 16-29세   | 30세 미만 | 16-29세  |
| 30세 이상 | 30세 이상 | 30세 이상 | 30세 이  |

## 선수 분류
선수 분류는 패널이 운동선수가 최소 장애 기준(MIC)을 충족하는지 평가하여 적절한 경기로 배정하는 절차이다. 평가에는 세 가지 유형이 있으며, 신체 평가, 기술 평가, 그리고 관찰 평가가 있다.

### 분류군
겨루기와  품새의 스포츠 클래스는 각각 "K"와 "P" 접두어로 구분된다.
| 겨루기 | 장애 유형 | 분류군 | 품새 | 장애 유형   | 분류군 |
| 겨루기 | 사지 장애 | K40    | 품새 | 시각 장애   | P10    |
| 겨루기 | 사지 장애 | K40    | 품새 | 지적 장애   | P20    |
| 겨루기 | 사지 장애 | K40    | 품새 | 신체 장애   | P30    |
| 겨루기 | 청각 장애 | K60    | 품새 | 휠체어 탑승 | P50    |
| 겨루기 | 청각 장애 | K60    | 품새 | 청각 장애   | P60    |
| 겨루기 | 청각 장애 | K60    | 품새 | 저신장      | P70    |